# Pilea leptophylla
Espèce
Pilea leptophylla est une espèce de plantes à fleurs de la famille des Urticaceae. C'est une plante herbacée, pérenne, originaire de Porto Rico.